# De Sacco
La famiglia De Sacco (in tedesco Von Sax, in latino De Sacho, in romancio De Sax) è stata una nobile famiglia retica. Al vertice delle sue fortune governava una signoria estesa lungo i valichi alpini negli attuali territori dei Cantoni Ticino, Grigioni e San Gallo.

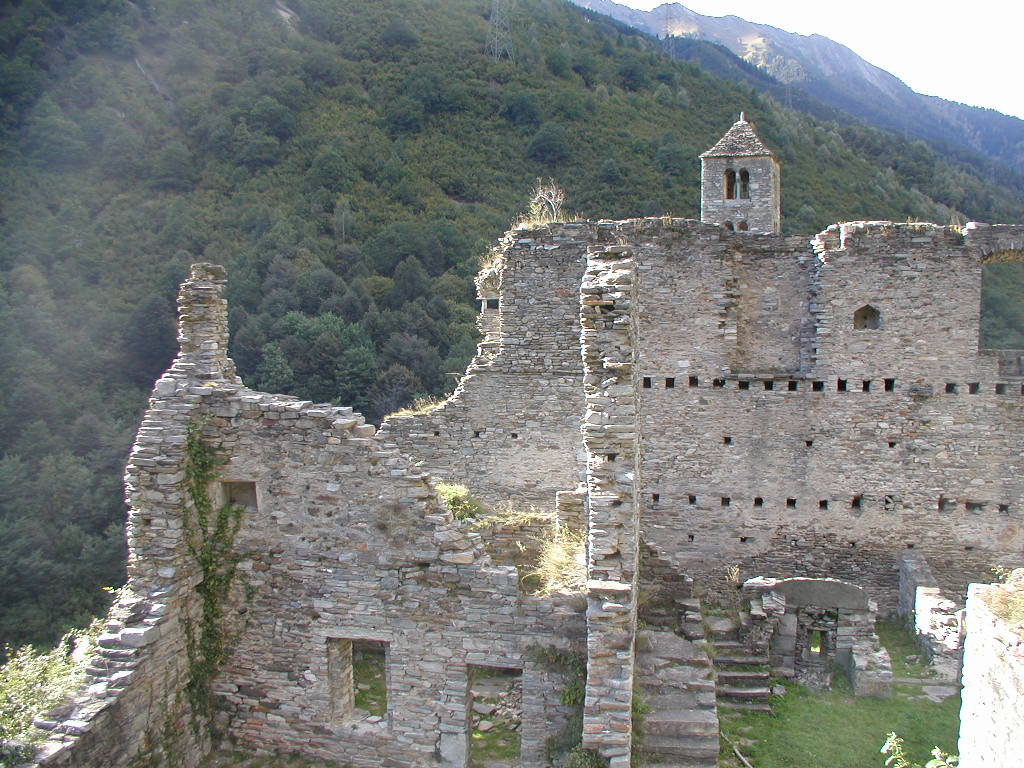
Rovine del Castello di Mesocco, dimora della famiglia Sacco

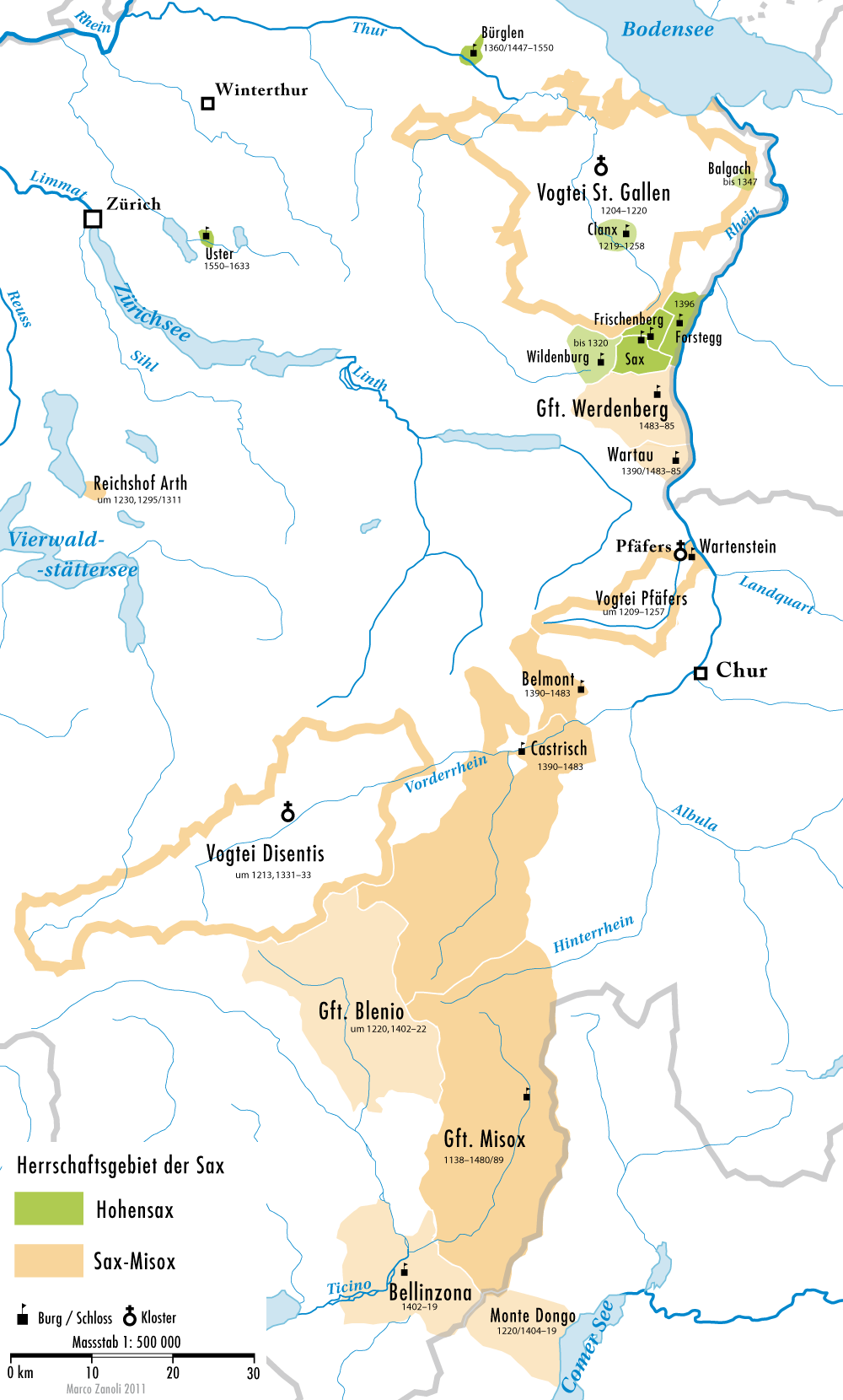
Mappa coi domini atemporali dei De Sacco. In arancione i domini dei De Sacco e in verdi i domini del ramo cadetto degli Hohensax

## Origini
Le origini della famiglia non sono chiare: alcuni storici considerano la casata un ramo cadetto dei Della Torre di Blenio; altri identificano i De Sacco come dei membri della piccola nobiltà retica  e ancora altri li identificano come una famiglia autoctona della Mesolcina che avrebbe preso il potere dal basso all’interno della valle. Le prime fonti riguardanti la famiglia sono varie, ma tutte successive alle origini. La prima accezione in cui compare un De Sacco è un atto del 1137 di un'altra nobile famiglia retica, i Gammertingen, il cui procuratore era un certo “Abelardo De Sacco”. Sempre i Gammertingen cederanno ai De Sacco un nucleo di territori in Engadina negli anni successivi. L’aumento di influenza dovuto alla cessione viene palesato da un maggior numero di attestazioni del casato nella documentazione retica del periodo.

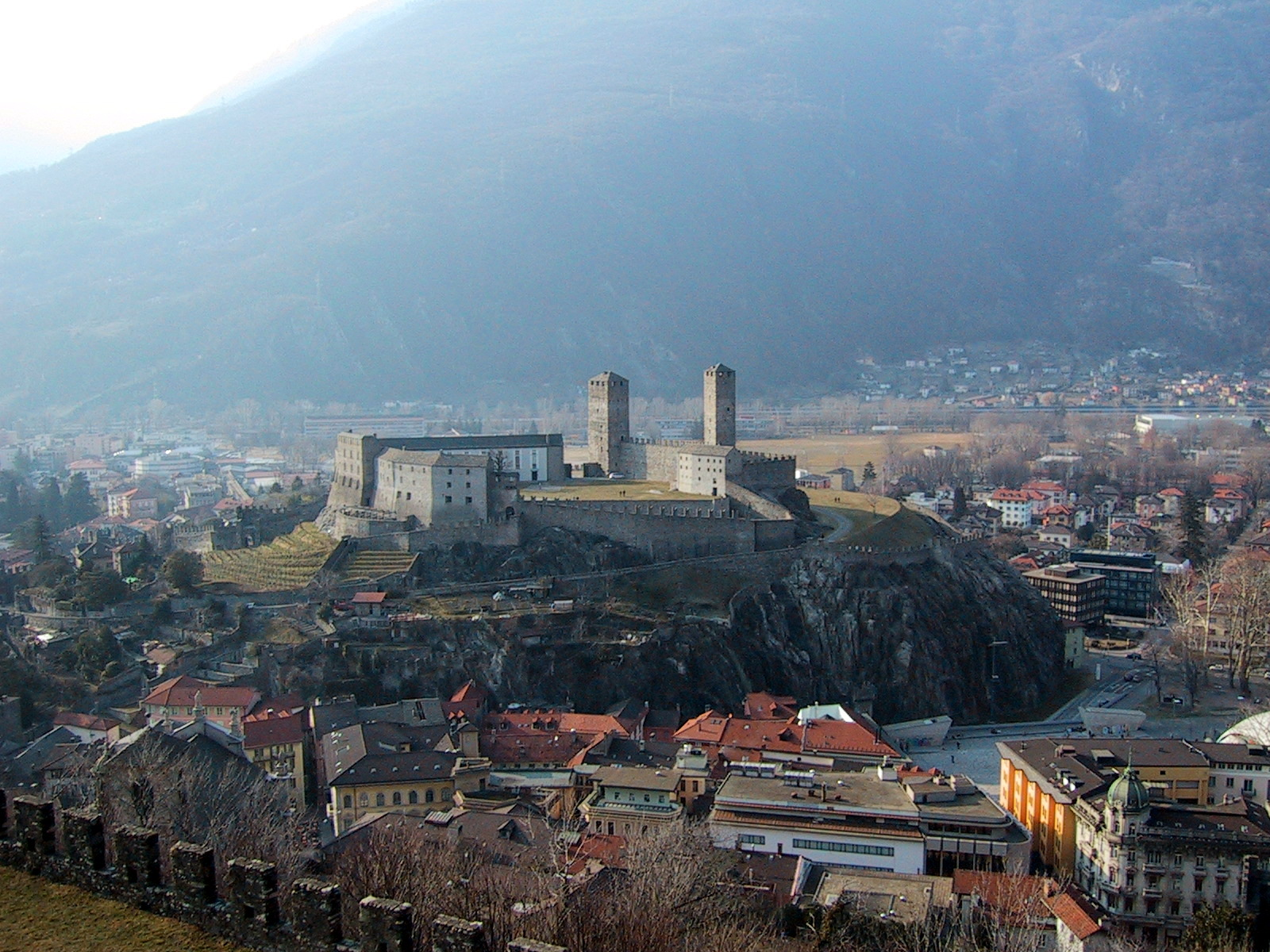
La fortezza di Castelgrande a Bellinzona ai giorni nostri; per alcuni anni conquistata dalla famiglia Sacco

## La formazione del dominio territoriale
I De Sacco non fondarono mai un dominio stabile e unitario e si limitarono a gestire la signoria della Mesolcina come centro del potere famigliare e gli altri territori come parte del loro possedimento personale. Non si conosce come la dinastia abbia preso il controllo della Mesolcina, ma si tende a considerare la data della fondazione del capitolo di San Vittore, il 1219, come data di inizio del governo della famiglia sulla valle. Con l’istituzione del capitolo fatta dalla famiglia, i De Sacco si affermarono dunque come leader politici, religiosi e militari della regione. Imponendo la propria autorità sopra la componente ecclesiastica fondando il capitolo e usandolo come strumento per mostrare la propria forza militare egemone nella valle la famiglia si mostrava come una entità solida e autorevole nella regione della Mesolcina. Questa sarebbe stata il centro del potere, che per molto tempo si concentrò nel castello di Mesocco.. La fortezza di Hohensax a Sennwald, nell’attuale Canton San Gallo, venne citata per la prima volta nel 1210 e rappresentò, invece, prima, il centro per gli interessi nord alpini della famiglia, e poi il capoluogo del ramo cadetto degli Hohensax. La casata intessé un legame particolarmente stretto con le autorità religiose della regione, per esempio con il vescovo di Coira o con il convento di San Gallo riuscendo a coprire cariche chiave di entrambe le istituzioni con membri della propria famiglia, assicurando così un controllo e influenza sulle risorse ecclesiastiche.

## Sotto l'Impero degli Hohenstaufen
La fortuna della famiglia De Sacco si legò in parte alla politiche europee del primo Duecento, in particolare a Federico II di Svevia e Casato Hohenstaufen. Federico II venne infatti scortato dai membri della famiglia durante la sua traversata delle Alpi nel 1212 e in segno di riconoscenza investì la dinastia retica di feudi e diritti, come la regione del Churwalden, il baliaggio di Disentis, il feudo di Blenio e quello di Leventina. Il controllo del feudo di Leventina non venne però mai ottenuto nell’atto pratico dal casato. Due De Sacco in particolare, Ulrico ed Enrico, vengono citati spesso durante le riunioni di Federico II con i nobili della Germania meridionale; il figlio di Enrico è citato nella spedizione imperiale in Sicilia. Il sodalizio con l'Imperatore non fu però destinato a durare a lungo: già nel 1242, approfittando del mutamento politico della regione con il cambio di alleanze a Como, i De Sacco si allearono con la famiglia Orelli di Biasca e insieme conquistarono lo strategico borgo di Bellinzona. Questa conquista ebbe però breve durata e già nel 1249 Bellinzona dovette essere ceduta a Como in seguito ad un altro mutamento di alleanze. Nel 1275, proprio a causa dell'abbandono della fazione imperiale, l'Imperatore privò la dinastia dei diritti sulla mai occupata valle Leventina e sul nuovo passo del San Gottardo. Infine, sempre in questo periodo, la famiglia retica dei Vaz si sostituì ai De Sacco nel baliaggio di Disentis, a Churwalden e in altri territori intorno a Coira.

## La divisione e il riassetto territoriale
Dalla seconda metà del Duecento la perdita dei vasti territori nord alpini spinse la famiglia a dividere il patrimonio territoriale in tre parti ben distinte, spartite tra due figli e un nipote di Alberto II De Sacco. Enrico III ottenne la Signoria della Mesolcina, Alberto III il castello Wartenstein e le terre circostanti ed infine Ulrico III la Signoria di Sax. A causa di problemi finanziari Alberto III dovette vendere i propri possedimenti e ritornare in Mesolcina, dove nel 1277 prenderà il titolo di visconte, stabilendosi definitivamente nel castello di Mesocco. Enrico III invece si trasferì da Mesocco a Santa Maria in Calanca, dove governò come Conte di Mesolcina. Nonostante continuò ad agire come entità politica unitaria, la signoria a sud delle Alpi venne divisa in due zone di influenza distinte governate dai rami che presero il nome di “De Sacco Calanca” per Enrico e “De Sacco Mesocco” per Alberto. Il ramo di Enrico sarà quello dominante in Mesolcina; Ulrico invece governò autonomamente dai fratelli nel castello di Hohensax, segnando la completa divisione fra di De Sacco e gli Hohensax.

## La Signoria della Mesolcina
Nell'ultima parte del XIII secolo, il dominio dei De Sacco, concentrato nei territori della Mesolcina, sfruttò la maggior compattezza territoriale per perseguire i propri interessi. A questa altezza cronologia la casata ottenne la fedeltà dei Walser, i quali si stanziarono nella regione del Rheinwald, appena oltre il San Bernardino, tramite veri e propri contratti feudali. Anche questa regione venne però persa pochi decenni dopo in favore della famiglia Von Vaz che offrì agli immigrati Walser maggiori e più appetibili autonomie. Dal XIV secolo la dinastia aumentò il proprio controllo sul territorio attraverso una capillarizzazione dei rami cadetti della famiglia nel territorio: i figli di Enrico III De Sacco-Calanca sostituirono infatti la nobiltà locale nelle fortificazioni della valle, cioè il Castello di Norantola, la Torre Fiorenzana e il Palazzo di Roveredo. I De Sacco iniziarono una nuova politica diplomatica di congiunzione fra nord e sud delle Alpi, intessendo matrimoni politici con famiglie sia retiche che lombarde. Negli ultimi decenni del secolo queste unioni permisero alla famiglia di ereditare le terre della famiglia Belmont, oggi nel distretto di Imboden, e quelli dei Wedenberg, nella regione di Davos. Queste acquisizioni permisero alla casata di ricostruire un vasto dominio nelle valli retiche interne. La gestione di questi villaggi avvenne però in maniera differente rispetto ai primi domini d’oltralpe, conferendo maggiori autonomie e libertà alle comunità.

## I rami minori in Mesolcina
I rami del casato che avevano preso possesso nel Duecento e nel Trecento delle fortificazioni minori in Mesolcina subirono delle sorti differenti fra di loro. Il ramo di Norantola governò la fortezza fino ai primi del Cinquecento, quando la famiglia si trasferì in Surselva, scomparendo dai libri di storia. Il ramo di Roveredo invece si estinse nel Seicento senza mai spostarsi, mentre quello di Grono si estinse solo nel 1924 con la morte dell’ultimo esponente a Milano.

## Gli Hohensax
Le vicende del ramo degli Hohensax erano molto legate al contesto culturale confederato e videro un veloce abbandono dell’egemonia politica in favore di una politica mercenaria. Gli Hohensax e i loro uomini si distinsero in svariate guerre della Confederazione, come la guerra della Lega Sveva, le guerre d'Italia e le guerre di Borgogna. In particolare, la piccola signoria degli Hohensax si legò alle vicende della città di Zurigo fin dai tempi di Hans Waldmann. Il declino di questo ramo della famiglia avvenne nel Seicento quando, in concomitanza ad un’improvvisa conversione alla fede protestante, la famiglia si ritrovò sotto reggenza della moglie olandese dell’ultimo Signore di Hohensax. Una pessima gestione finanziaria e intrighi famigliari portarono alla svendita nel 1615 dei vari territori della Signoria alla Città di Zurigo.